# José Zavala Alvarado
José Zavala Alvarado (Lima, 14 de diciembre de 1988) es un futbolista peruano. Juega de defensa y actualmente está sin equipo. 

## Trayectoria
Jugó en Coronel Bolognesi desde sus inicios, equipo con el que debutó en el Torneo Apertura 2007 a mando de Freddy García Loayza. Luego fue cedido al Cobresol de Moquegua para jugar la parte final de la Copa Perú 2008.

## Clubes
| Club                 | País | Año         |
| -------------------- | ---- | ----------- |
| Coronel Bolognesi    | Perú | 2007 - 2008 |
| Cobresol             | Perú | 2008        |
| Coronel Bolognesi    | Perú | 2009        |
| Sport Huancayo       | Perú | 2011        |
| Alfonso Ugarte       | Perú | 2012        |
| Saetas de Oro        | Perú | 2013        |
| Deportivo Binacional | Perú | 2013        |
| Sport Águila         | Perú | 2014        |
| Deportivo Binacional | Perú | 2015        |

## Palmarés
| Título          | Club              | País | Año  |
| --------------- | ----------------- | ---- | ---- |
| Torneo Clausura | Coronel Bolognesi | Perú | 2007 |